# دم كمر (بربرود الغربي)
دم کمر (بالفارسية: دم کمر) هي قرية تقع في إيران في قسم بربرود الغربي الریفي. يقدر عدد سكانها بـ 50 نسمة بحسب إحصاء 2016.